# Паунака
Паунака (Pauna, Paunaka) — малоизученный аравакский язык, когда-то распространённый в муниципалитетах Консепсьон-де-Чикитос, Санта-Рита-де-Чикитос (около департамента Консепсьон) департамента Ньюфло-де-Суарес региона Чикитания, около регионов Санта-Крус и Чако, в Боливии. Похож на языки бауре и тринитарио. На данный момент ни одного носителя паунаки не известно.